# Richard Kriesche

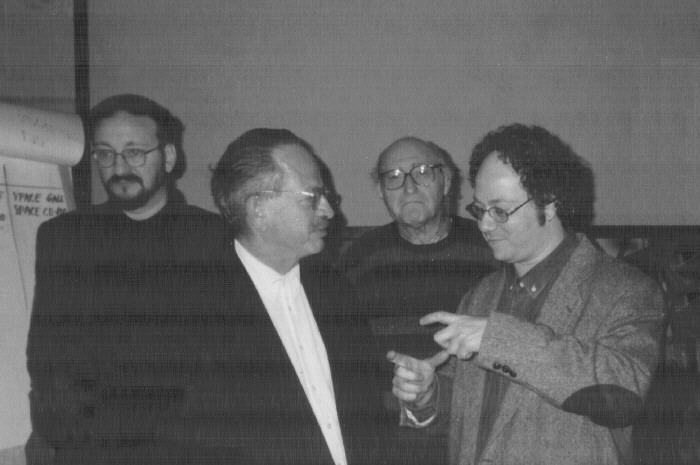
Richard Kriesche (2.v.l.) auf der Artmedia VII (1999)

Richard Kriesche (* 28. Oktober 1940 in Wien) ist ein österreichischer Künstler, Kunst- und Medientheoretiker.

## Leben und Wirken

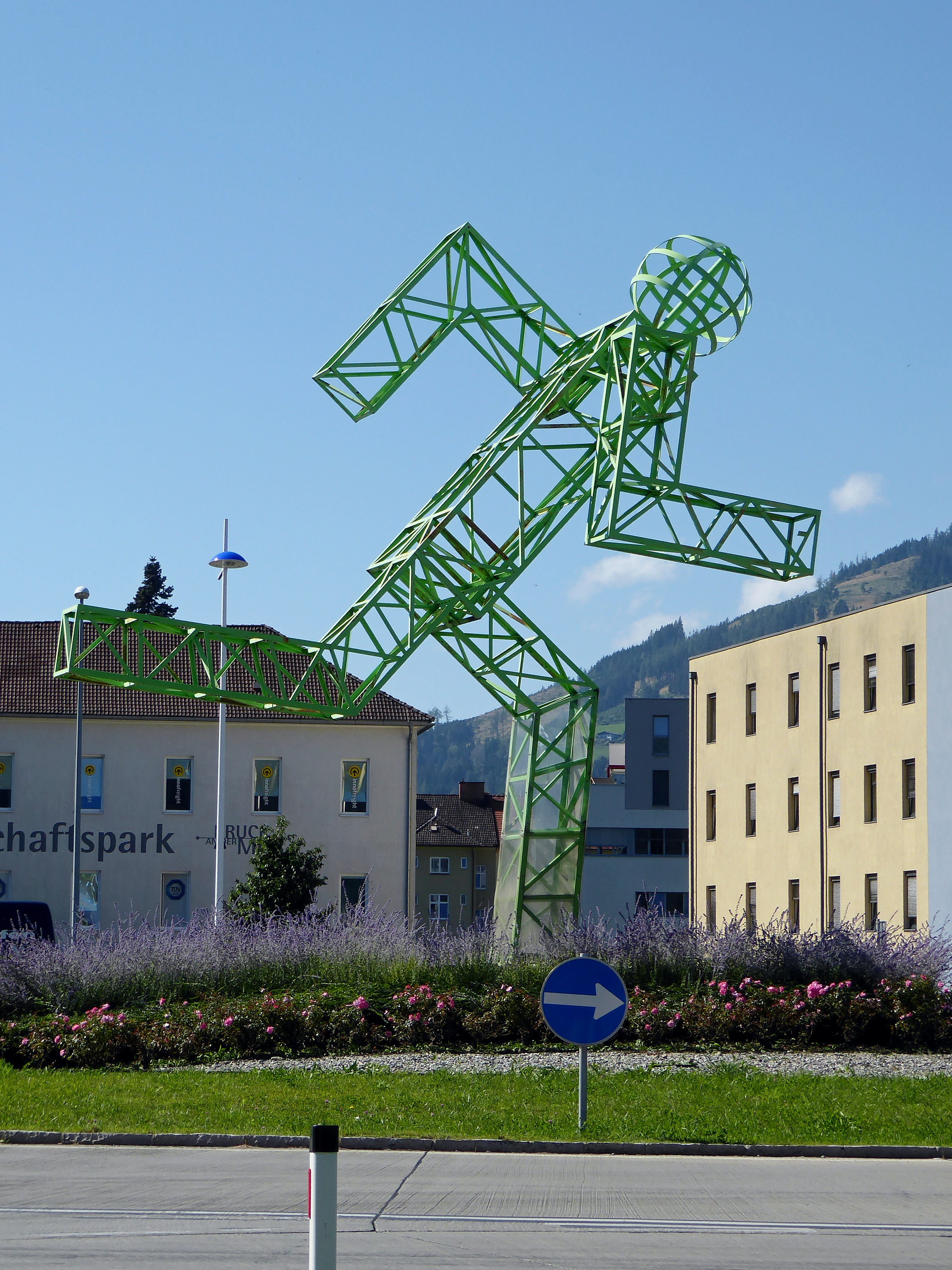
Skulptur Merkurio in Bruck an der Mur

Der gebürtige Wiener Richard Kriesche arbeitet und wohnt in Graz. Von 1958 bis 1963 studierte er an der Akademie der bildenden Künste bei Max Melcher und an der Universität Wien. Von 1963 bis 1967 sowie 1969 bis 1990 lehrte er in der Abteilung für bildnerische Gestaltung an der Höheren Technischen Bundeslehranstalt in Graz. Von 1967 bis 1968 übernahm er eine Assistenz an der Universität für angewandte Kunst Wien. 1975 wurde er künstlerischer und medienpädagogischer Leiter des neugegründeten AVZ (Audiovisuelles Zentrum Graz). 1976 gründete er an der Höheren Technischen Lehranstalt die Abteilung Audio-Visuelle Medien, Österreichs erste schulische Ausbildung für „Neue Medien“. 1988–91 ging er einem Lehrauftrag an der Technischen Universität Wien zu Fragestellungen über „Medienkunst und neue Technologien“ nach. 1991 wurde Kriesche an die Hochschule für Gestaltung Offenbach berufen und mit der Gründung des Lehrbereichs Theorie und Praxis elektronischer Bilderzeugung betraut. 1995–96 übernahm er eine Gastprofessur an der École des beaux Arts – Paris. 1996 wurde er stellvertretender Leiter des Wissenschaftsressorts im Amt der Steiermärkischen Landesregierung und 1998 ins Kulturressort berufen. Von 2003 bis 2005 arbeitete Kriesche am Landesmuseum Joanneum Graz.
Kriesche ist Medienkünstler und -theoretiker, Ausstellungsmacher, Kurator von Kunst- und Wissenschaftsausstellungen, Herausgeber von Kunstzeitschriften (pfirsich, pferscha), Galerist (poolerie) und Publizist. Seine künstlerischen Arbeitsfelder umfassen Fotokunst, Videokunst, Computerkunst, Netzkunst, Installationen, Performance und Multimediakunst. In seinen Werken versucht Kriesche den Brückenschlag zwischen den genetischen Mikrowelten und den Makrowelten des Weltalls. Mit seinen Skulpturen und Installationen war Kriesche bei zahlreichen Großveranstaltungen im Medien- und Kunstbereich vertreten (u. a. Documenta, Biennale di Venezia).

## Forschungsstipendien
- 1971–72: University College London, Slade
- 1983–84: DAAD-Stipendium für einen einjährigen Arbeitsaufenthalt in Berlin[1]
- 1984: „Washington Project for the Arts“ Washington
- 1985–86: Forschungsaufenthalt ("artist in residence") am Massachusetts Institute of Technology in Cambridge, USA[2]

## Ausstellungen
- 2023 ZEITENWENDE. THE ALMOST DEAD ARTIST : THE ALMOST ALIVE ARTIFICIAL INTELLIGENCE[3]
- 2023 Body and Territory. Art and Borders in Today's Austria[4]
- 2022 Systems of Belief[5]
- 2022 Richard Kriesche. a solo exhibition : a solo presence, Museum der Moderne Salzburg/Generali Foundation[6]
- 2020 The beginning. Albertina modern im Künstlerhaus, Wien[7]
- 2020 Wo Kunst geschehen kann. Die frühen Jahre des CalArts, Kunsthaus Graz.[8]
- 2020 Vernissage. Grazer Kunstverein[9]
- 2020 o.T. Museum Liaunig, Neuhaus[10]
- 2018 Du bist nicht allein. Trieben[11]
- 2018 Malerei mit Kalkül. mumok Museum moderner Kunst, Wien[12]
- 2016 abstract loop. Wien, 21er Haus gemeinsam mit Marc Adrian, Helga Philipp, Gerwald Rockenschaub[13]
- 2016 medienblock-richard-kriesche. Neue Galerie Graz, Bruseum[10]
- 2015 Ästhetik im Extrembereich PILLEN_WERK. Künstlerhaus, Halle für Kunst & Medien, Graz[10]
- 2015 HERITAGE. Schaumbad – Freies Atelierhaus Graz[10]
- 2015 Landschaft: Transformation einer Idee. Neue Galerie Graz / Bruseum[10]
- 2014 TIME(LESS) SIGNS. Otto Neurath and Reflections in Austrian Contemporary Art. Austrian Cultural Forum, London[10]
- 2014 Proudly Presenting: Sammlung Generali Foundation. Museum der Moderne Salzburg[10]
- 2014 Schwindel der Wirklichkeit. Akademie der Künste (Berlin)[10]
- 2013 Amazing! Clever! Linguistic! An Adventure in Conceptual Art. Generali Foundation[10]
- 2012 Seid realistisch, fordert das Unmögliche!. rotor Graz[10]
- 2011  Moderne: Selbstmord der Kunst. Neue Galerie Graz / Bruseum[10]
- 2010 Roboterträume. Kunsthaus Graz[10]
- 2010 Reliqte. MINORITEN GALERIEN Graz[10]
- 2010 Changing Channels. MUMOK Wien[10]
- 2009 REWIND / FAST FORWARD. Neue Galerie Graz / Bruseum[10]
- 2008 capital + code / aesthetics of capital. Kunsthaus Graz[10]
- 2007 Ästhetik des Kapitals. Knotenpunkte, Glaskasten Marl, Marl
- 2007 science & art. Shanghai Pudong Expo, Shanghai
- 2006 2nd art & science internat. exhibition. Tsinghua-Universität, Peking
- 2006 genealogie & genetik. Kunsthistorisches Museum, Wien
- 2006 digital transit. Centro Cultural Conde Duque, Madrid
- 2006 work [w3:k]m. Ormeau Baths Gallery, Belfast[10]
- 2006 40jahrevideokunst.de. Karlsruhe, München, Bremen
- 2005 artists occupying space. Haus der Kunst München, München[10]
- 2003 new technologies. Museo de Sannio, Salerno
- 2001 extended transformation. City Art Museum, Ljubljana
- 2001 datenwerk : mensch. Dom im Berg, Graz
- 2001 anständig sterben. Synagoge Graz, Graz
- 2000 Dynamik im Datenraum. Messehalle Hannover
- 2000 re-play. Generali Foundation, Wien
- 1999 transformation 3. 49. Biennale di Venezia, Venedig
- 1998 electronically yours. Metropolitan Museum of Photography, Tokio
- 1997 the e-mail show. Chicago Art Institute, Chicago
- 1996 the butterfly effect. Museum Mucsarnok, Budapest
- 1996 Sphären der Kunst. Neue Galerie, Graz
- 1996 espaces interactifs europe. Pavillon de Percy, Paris
- 1995 Telematic Sculpture 4. 46. Biennale di Venezia, Venedig
- 1994 poiesis. Institut für Botanik, Hamburg
- 1994 STYRIAN WINDOW. Neue Galerie, Graz
- 1993 protoplast. Aktionsgesellschaft, Luzern
- 1992 Maiandacht 92. Center for Contemporary Art, Warschau
- 1991 Im Bilde – v obrace. Oblactny Gallery, Prag
- 1991 ARTSAT. Russische Raumstation MIR, Weltraum
- 1990 On Art as Social Process. Museum of Modern Art, Oxford
- 1989 image des future 89. Cité des Arts, Montreal
- 1989 radioman. Cornehouse, Manchester
- 1988 citing technology. Mckenzie Art Gallery, Regina/Canada
- 1987 Weltall. Documenta 8, Kassel
- 1986 Ein Weltmodell. 42. Biennale di Venezia, Venedig
- 1985 cultech. M.I.T. Media-Lab, Cambridge
- 1985 Artificial Intelligence in the Arts. Municipal Art Gallery, Los Angeles
- 1984 Strahlen. DAAD-Galerie, Berlin.[1]
- 1984 Internationale Videowochen. Park Riehen, Basel
- 1983 Kunst mit Fotografie. Kunstverein Köln, Köln
- 1982 Video that nobody watches. Kunsthaus, Zürich
- 1982 rettrospectiva internationale videocine. L’angelo Azzurro, Bologna
- 1981 Mikrokunst Makrokunst. Galerije Grada Zagreba, Zagreb
- 1981 Videotage. Kunsthalle, Baden-Baden
- 1980 Exploration of a Medium. Rheinisches Landesmuseum, Bonn
- 1979 Kunst als Soziale Strategie. Museum Moderner Kunst, Wien
- 1978 The Image and the Magic. Institute of Contemporary Art, Los Angeles
- 1977 Documenta 6. Kassel
- 1970 36. Biennale di Venezia. Venedig

## Auszeichnungen
- 1988 Kunstpreis der Stadt Graz
- 1995 Würdigungspreis des Landes Steiermark für bildende Kunst[14]
- 1995 Preis der 46. Biennale von Venedig. Menzio d’honore. (Erstmals an einen Österreichischen Künstler)
- 2002 Ernennung zum Hofrat durch die Steiermärkische Landesregierung
- 2006 Österreichisches Ehrenkreuz für Wissenschaft und Kunst[15]
- 2010 Österreichischer Kunstpreis für Medienkunst
- 2010 „featured artist“ der ars electronica[16]
- 2019 Ehrenzeichen des Landes Steiermark für Wissenschaft, Forschung und Kunst[17]
- 2023 Großer Josef-Krainer-Preis[18]